# Палаццо Колонна

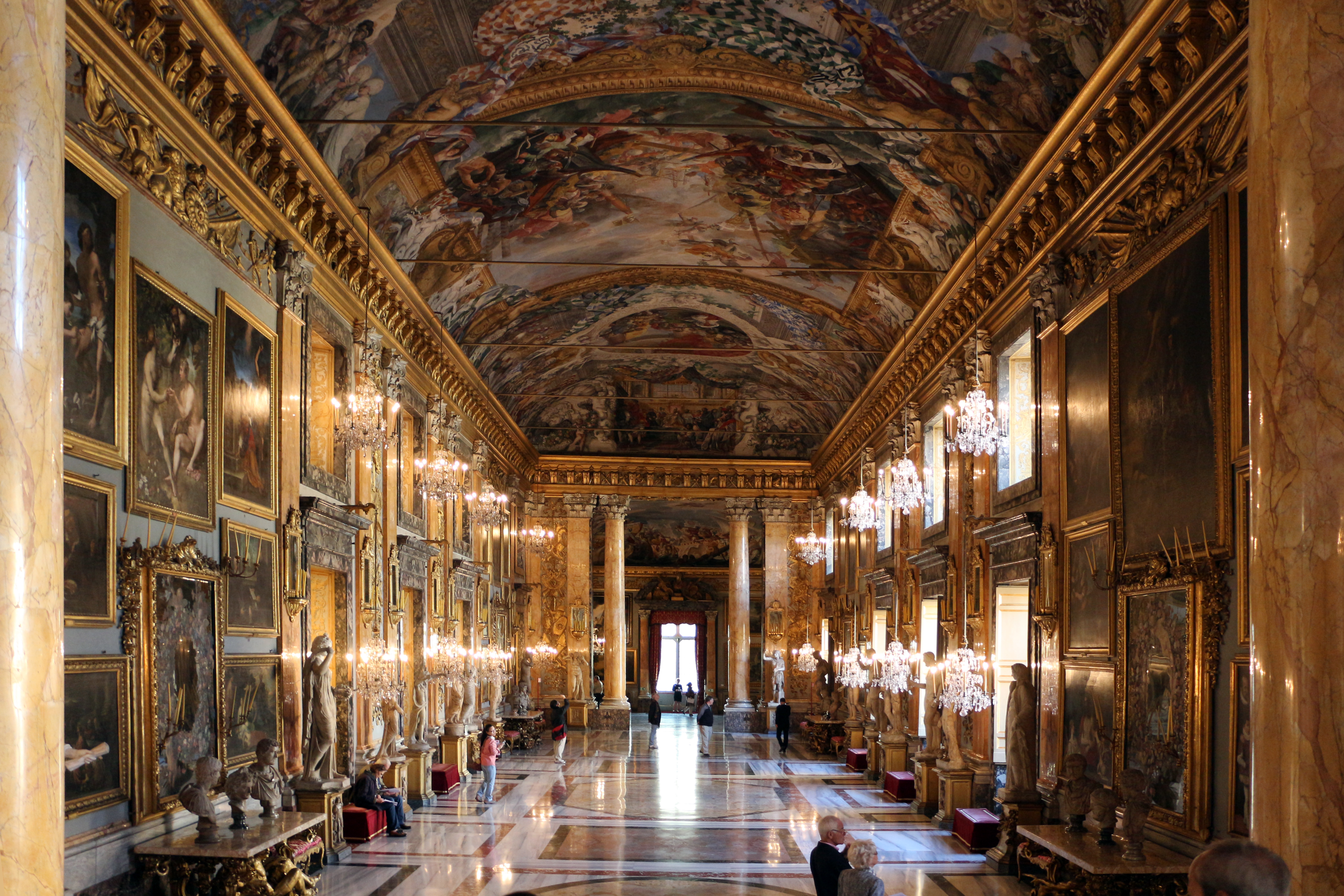
Галерея Клонна

Палаццо Колонна  — палац у Римі, у районі Треві, на площі Санті-Апостолі (Piazza SS. Apostoli). Знаходиться у власності сім'ї Колонна протягом 23 поколінь і частково відкритий для громадськості. У приміщенні знаходиться галерея Колонна — визначна збірка предметів мистецтва.

## Історія
У середні віки на цьому місті стояли невеликі будівлі, що належали графам Тускулінським. 1417 рік закінчився виборами нового папи, котрим став Оддо ді Колонна, та визначився остаточним поверненням пап із авіньйонського полону. При понтифікаті папи Мартина V у 1431 році почалися роботи по розбудові старого палацу. При кардиналах Ріаріо та Джуліяно делла Ровере (пізніше Юлій II) між 1470 та 1490 проведені перші роботи зі збільшення палацу. З цього часу збереглися фрески Пінтуріккіо у "Залі фонтанів".
У 17 столітті до будівлі добудовують крила з боку Piazza dei SS. Apostoli і Via della Pilotta, таким чином будівля отримує свій теперішній вигляд. При Джіроламо Колонна у 1650 році починають роботи зі створення галереї Колонна, для розміщення там збірки творів мистецтва. Спочатку замовлення на виконання цієї роботи отримує архітектор Антоніо дель Ґранде, але з 1693 продовжує будівництво Джіроламо Фонтана, який і закінчує будівництво у 1703 році.

## Галерея Колонна
Галерея Колонна належить до найбільш визначних колекцій мистецтва, що виникли після доби Відродження. Члени родини Колонна почали  збирати твори мистецтва з 1650 року. До колекції належать шедеври живопису, скульптури, старовинні меблі та дзеркала, різноманітні вироби декоритавно-прикладного мистецтва. У галереї можна побачити роботи майстрів з XV по XVIII століття, а саме Лоренцо Монако, Аньйоло Бронзіно, Паоло Веронезе, Пальма іль Векіо, Якопо та Доменіко Тінторетто, П'єтро да Кортона, Аннібалє Каррачі, Франческо Альбані, Ґверчіно, Ґвідо Рені, Карло Маратті, Помпео Батоні.
Зал галереї названо на честь переможця битви при Лепанто у 1571 році — Маркантоніо Колонна ІІ. Джованні Колі та Філіпо Джеральді присвятили цій події фреску на стелі (1675 — 1678). 20 років потому, на цю тему, у "Залі пейзажів" створена фреска Себастіяно Річчі, у 1968—1700 роках у "Залі битв" з'явилася третя фреска "Apotheosis of Marcantonio II Colonna", авторства Джузеппе Бартоломео К'ярі .

## Вибрані картини

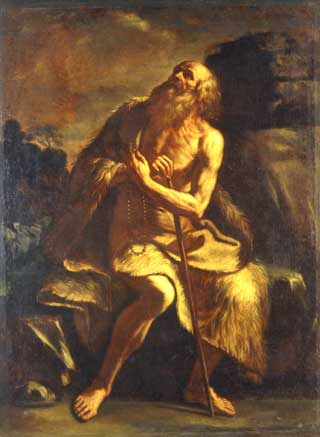
Гверчіно: Святий Павло
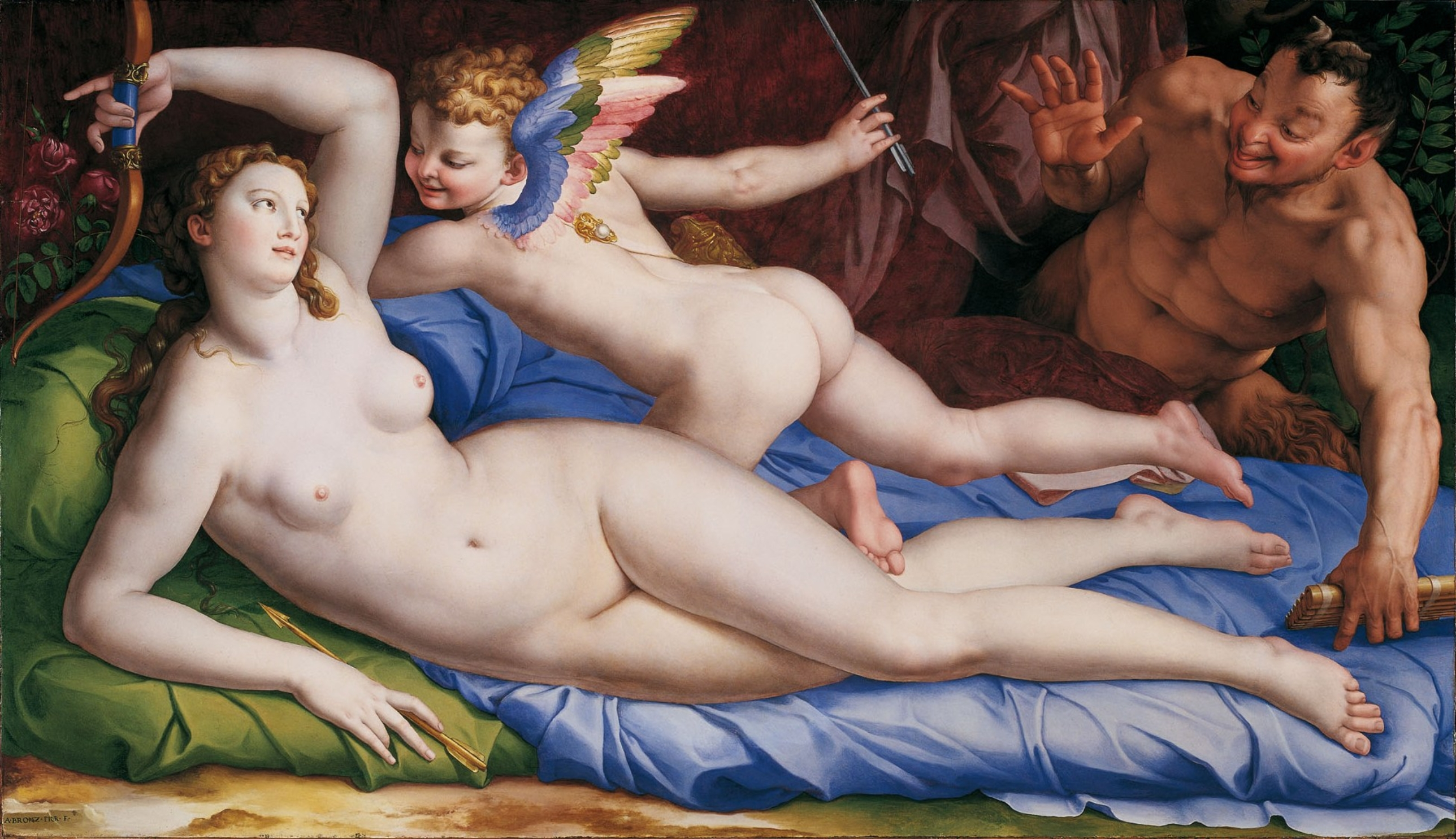
Аньйоло Бронзіно: Венера, купідон та Сатир
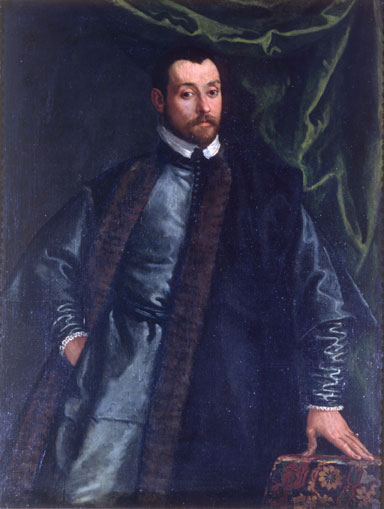
Паоло Веронезе: Портрет дворянина

## Фрески палацу Колонна, Рим

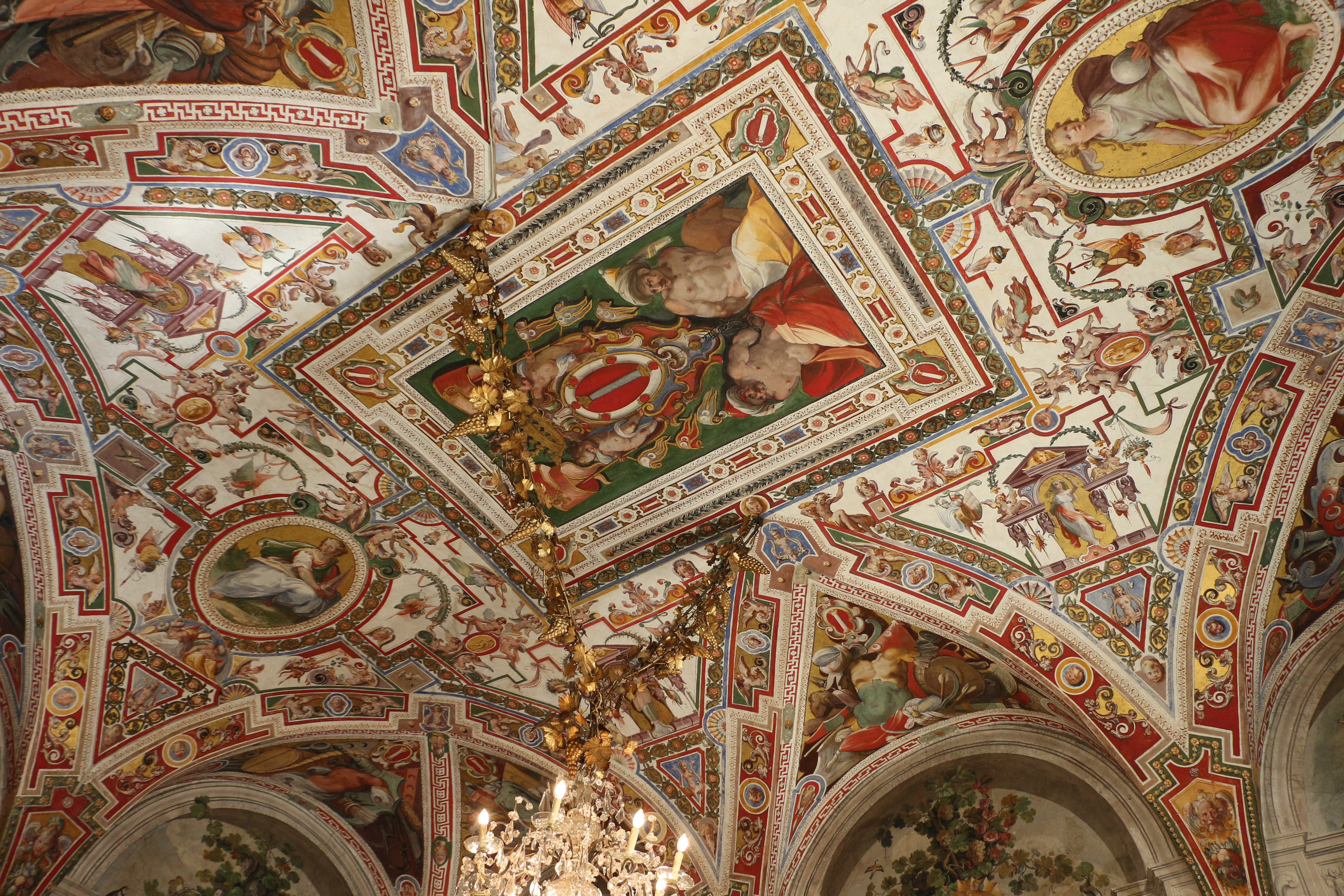
Художники Крістофоро Ронкаллі та помічники. Палаццо Колонна, Рим. Фрески на стелі апартаментів принцеси Ізабелли.

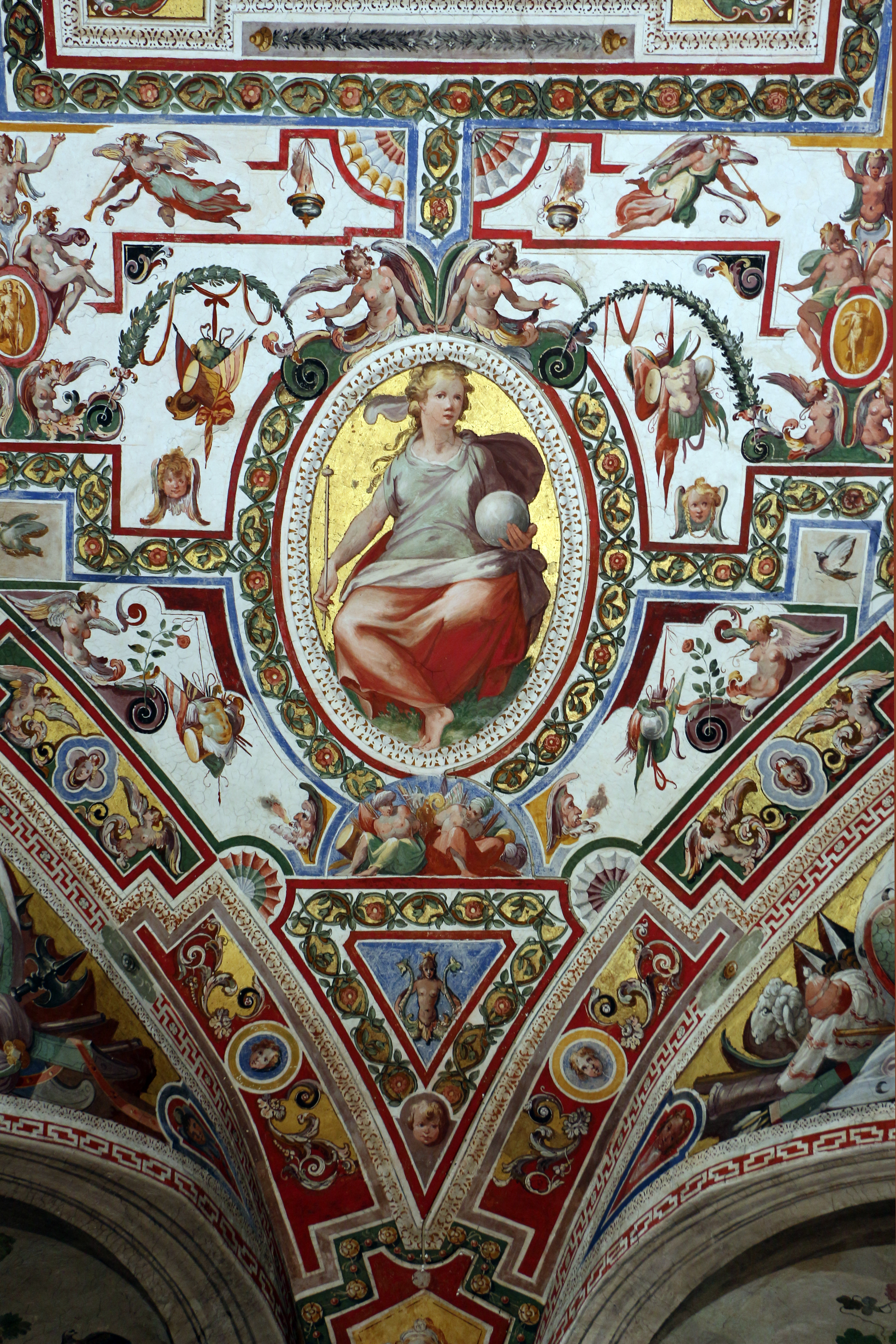
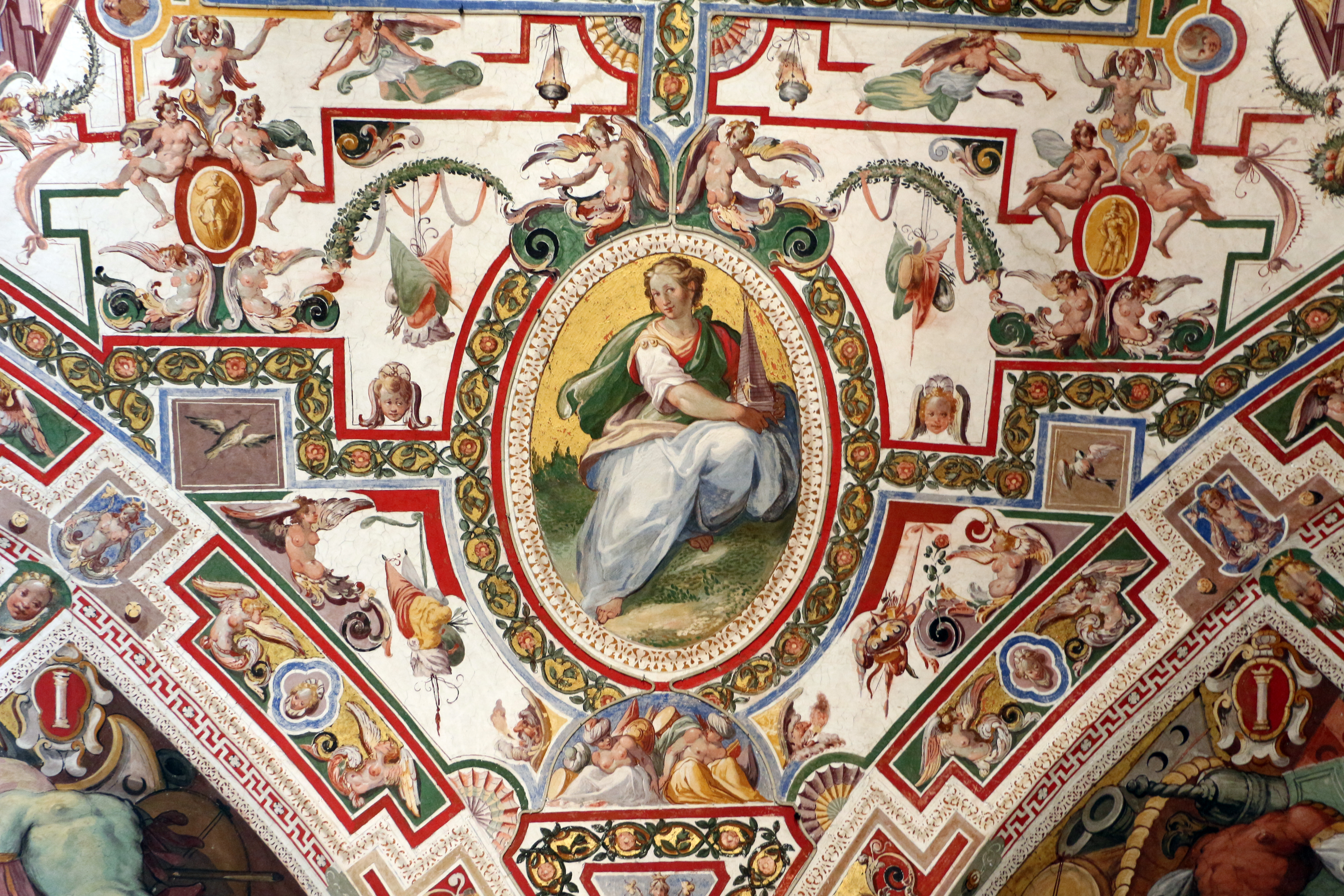
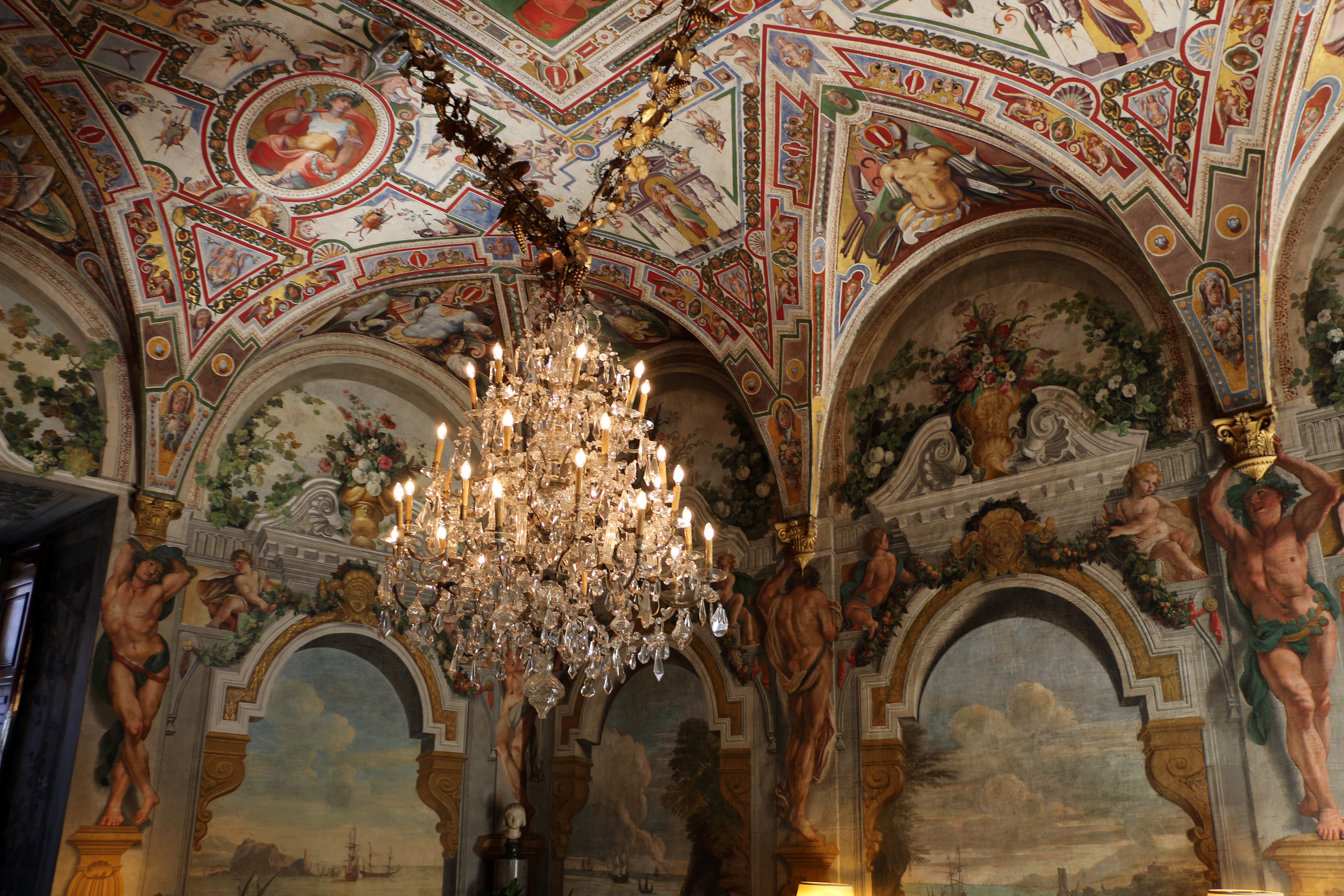
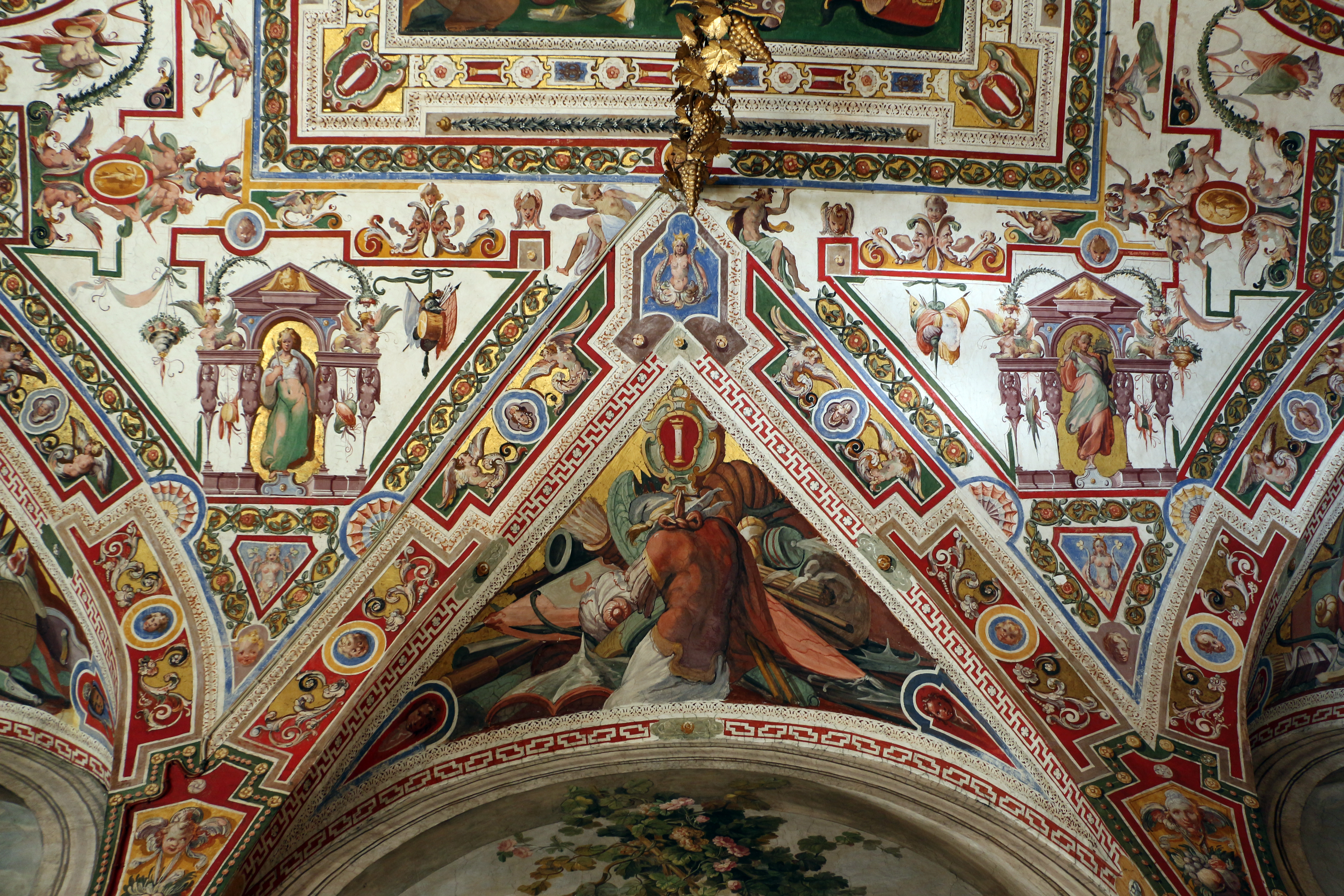
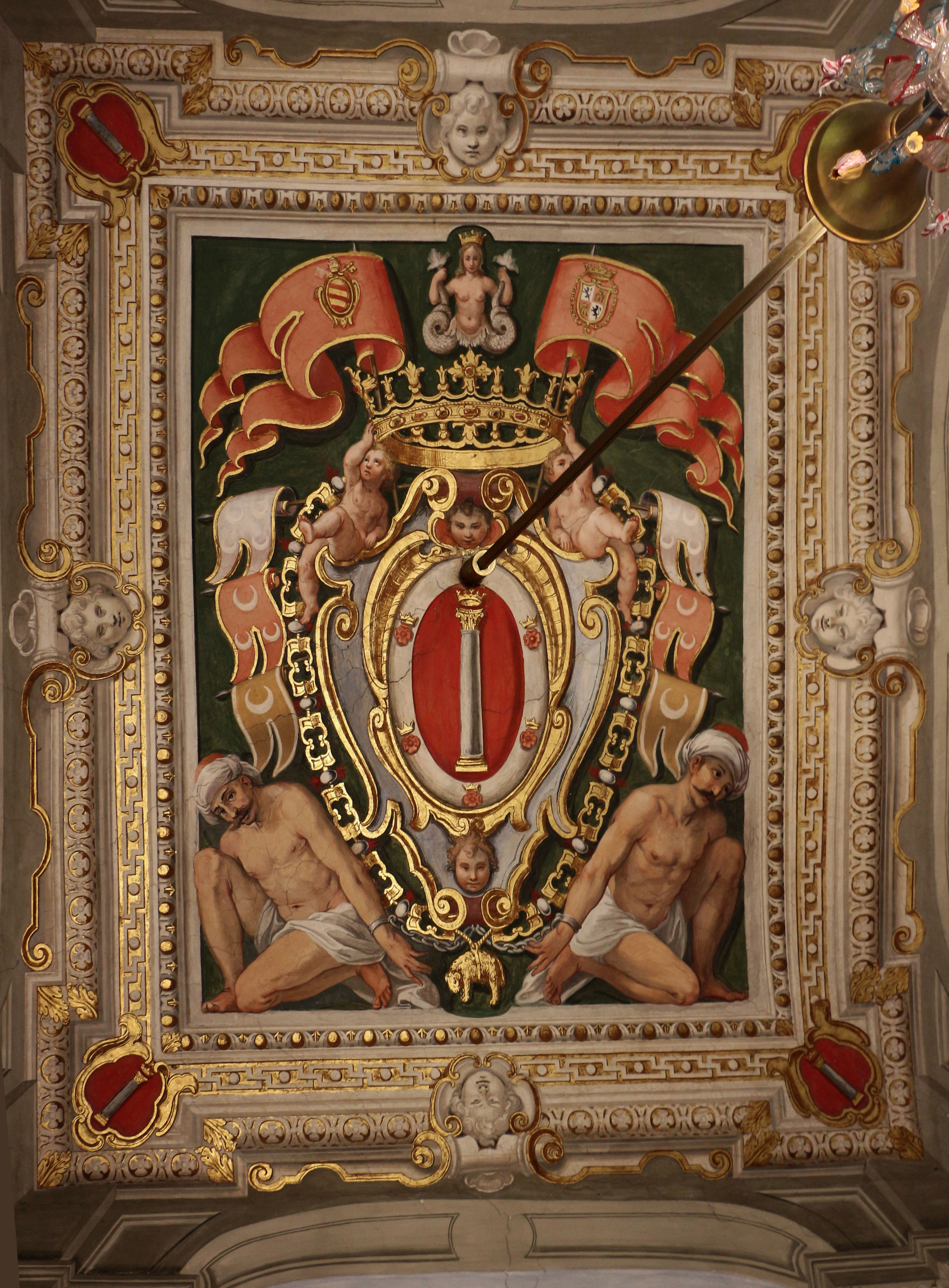